# 1403
1403 (MCDIII) je bilo navadno leto, ki se je po julijanskem koledarju začelo na ponedeljek.

## Dogodki
- februar - sklenjen Galipolski sporazum med Osmanskim in Bizantinskim cesarstvom in njegovimi zavezniki
- 10. julij - z ustanovno listino Celjskega grofa Hermana II. je ustanovljen Kartuzijanski samostan Pleterje

## Rojstva
- 2. januar - Ivan Bessarion, bizantinski humanist, teolog, filolog, filozof († 1472)

Neznan datum
- Ali Kušči, turški matematik in astronom (†  1474)

## Smrti
- 8. marec - Bajazid I., sultan Osmanskega cesarstva (* 1354)
- 10. maj - Katherine Swynford, angleška plemkinja, vojvodinja Lancaster (* 1350)

Neznan datum
- Niccolò da Bologna, italijanski (bolognjski) slikar, iluminator (6  1325)